# Jean-Henri Séqué
Jean-Henri Séqué (Baigts, 22 août 1893 - Mont-de-Marsan, 1er avril 1959) est un poète français de langue française et gasconne. 

## Présentation
Parti en 1914 comme simple soldat, il revient en 1918 avec un galon d'or, trois blessures, la croix de guerre, deux citations et la médaille militaire.
Il publie, en 1916, Au pays des guitounes et, en 1918, La Lyre Grave. Il écrit également pour diverses revues régionales.